# 1443.
◄ | 14. stoljeće | 15. stoljeće | 16. stoljeće | ►
◄ | 1410-ih | 1420-ih | 1430-ih | 1440-ih | 1450-ih | 1460-ih | 1470-ih | ►
◄◄ | ◄ | 1440. | 1441. | 1442. | 1443. | 1444. | 1445. | 1446. | ► | ►►
Arhitektura • Astronomija • Glazba • Knjige • Književnost • Kršćanstvo • Medicina • Pravo • Promet • Slikarstvo • Znanost

## Događaji
- U Bosni na vlast dolazi kralj Stjepan Tomaš Kotromanić.
- Fra Ivan Tutnić donosi rrelikviju Svetoga Trna s Kristove Trnove kruna u Pag, o čemu ostavlja i darovnu ispravu (Paška isprava).

## Rođenja
- 23. veljače – Matija Korvin, hrvatsko-ugarski kralj († 1490.)

## Vanjske poveznice
|  | Zajednički poslužitelj ima još gradiva o temi 1443. |